# 'Otai
El ʻotai es una bebida de frutas no alcohólica originaria de la Polinesia occidental que suele prepararse a modo de acompañamiento refrescante para las comidas copiosas.

## Distribución
Hoy en día, esta bebida se asocia sobre todo a la gastronomía de Tonga, si bien se elaboran y consumen versiones similares del ʻotai en otros archipiélagos, como Uvea, Samoa, Futuna, Tokelau, Tuvalu, y Niue. La versión original samoana, tal y como la documentaron los colonos europeos en la década de 1890, se elaboraba mezclando ambarela rallada (llamada vi en lengua samoana y Tongana y wi en lengua hawaiana) y pulpa de coco joven con leche de coco y agua de coco. La mezcla se vertía en grandes cáscaras de coco vacías que se tapaban con cáscara de coco y se dejaban enfriar en charcos de agua fría (o detrás de cascadas) antes de servirla.

## Receta
La receta moderna tongana más conocida hoy en día suele consistir en una mezcla de agua, pulpa de coco desmenuzada y cualquier tipo de fruta tropical rallada, sobre todo sandía, mango y piña, siendo la sandía la que más se utiliza en las islas tonganas. Se suele añadir azúcar al gusto. Los historiadores tonganos señalan que esta versión es una adaptación moderna del ʻotai tradicional polinesio, dado que la leche, el azúcar refinado, la sandía, el mango y la piña son ingredientes introducidos y no autóctonos de Tonga. Se dice que la receta original de Tonga es idéntica a la de Samoa, con la salvedad de que la fruta autóctona de preferencia no era la ambarela (vi), sino la manzana de agua, denominada fekika. En Samoa, esta distinción entre recetas "autóctonas" e "introducidas" se refleja en el hecho de que el término ʻotai únicamente hace referencia a la bebida preparada con la fruta vi, mientras que los ʻotai elaborados con frutas introducidas por los europeos en la época colonial se denominan respectivamente vai meleni (bebida de sandía), vai mago (bebida de mango), o vai fala (bebida de piña).